# Хайдеггер, Мартин
Ма́ртин Ха́йдеггер (нем. Martin Heidegger [ˈmaɐ̯tiːn ˈhaɪdɛɡɐ]; 26 сентября 1889, Месскирх, Великое герцогство Баден, Германская империя — 26 мая 1976, Фрайбург-им-Брайсгау, Баден-Вюртемберг, ФРГ) — немецкий философ-экзистенциалист, создал учение о Бытии (Dasein) в своей наиболее известной работе «Бытие и время» (1927) в духе экзистенциализма. Существенно повлиял на онтологию и континентальную философию XX века.
Хайдеггер — один из самых влиятельных философов и мыслителей XX века. Согласно его Dasein, зов Бытия можно услышать на путях очищения личностного существования от обезличивающих иллюзий повседневности (ранний период) или на путях постижения сущности языка (поздний период). Также сгенерировал понятие Gestell в философии техники. Подход Хайдеггера повлиял на феноменологию и часть современной европейской философии; оно имело влияние далеко за пределы философии, в частности на теорию архитектуры, литературную критику, теологию и когнитивную психологию.
После обнародования в 2014 году дневниковых «Чёрных тетрадей Хайдеггера» появились подтверждения симпатии и приверженности Хайдеггера к идеологии антисемитизма и национал-социализма. Дискуссионным остаётся вопрос о значении политических взглядов Хайдеггера для трактовки его философского наследия.
Известен также своеобразной поэтичностью своих текстов и использованием диалектного немецкого языка в серьёзных трудах.

## Биография

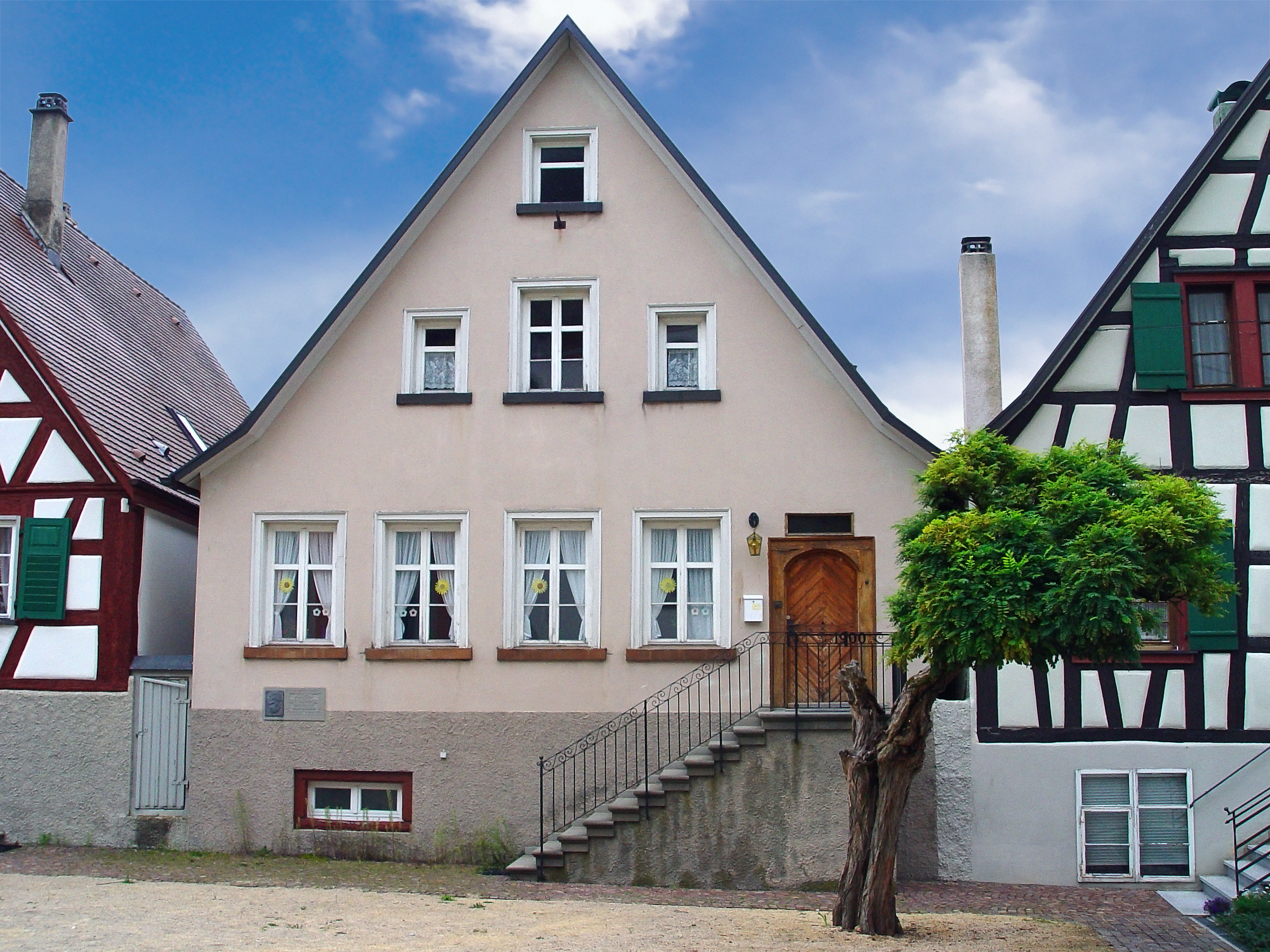
Дом в Месскирхе. Здесь родился М. Хайдеггер и его брат Фриц

Родился в городке Месскирхе (в 80 км к югу от Штутгарта) в небогатой католической семье. Его отец Фридрих был ремесленником и низшим церковнослужителем в костёле св. Мартина, а мать Иоганна Кемпф — крестьянкой. У него был брат — Фриц. Мартин прошёл обучение в гимназиях в Констанце (c 1903 года) и Фрайбурге (с 1906 года). Осенью 1909 года Хайдеггер собирается принять постриг в иезуитском монастыре, но болезнь сердца меняет его путь.

### Карьера
В 1909 году поступает на теологический факультет Фрайбургского университета. В 1911 году Мартин переходит на философский факультет и оканчивает его в 1915 году, защищает две диссертации — «Учение о суждении в психологизме» (1913 год) и «Учение Дунса Скотта о категориях и значении» (1915 год). После начала Первой мировой войны 10 октября 1914 года Хайдеггер был призван в армию, но из-за проблем с сердцем и неврастении был признан ограниченно годным и в боевых действиях не участвовал, оставаясь некоторое время тыловым ополченцем-ландштурмистом.
С 1915 года работает приват-доцентом на теологическом факультете Фрайбургского университета, где читает курс «Основные линии античной и схоластической философии». Однако независимость позиции мыслителя противопоставила его католическим теологам и вызвала охлаждение интереса к христианской философии. Здесь же Хайдеггер испытал влияние феноменологии Гуссерля.
Хайдеггер хорошо знал древнегреческий язык, читал Платона, стоиков и др. в оригинале.
Освобождение от влияния католической теологии способствовало переезду Мартина Хайдеггера в Марбургский университет (1922 год). За годы работы в Марбурге (1923—1928), Хайдеггер получает широкую известность, в частности после выхода в 1927 году трактата «Бытие и время». Эта книга обычно называется одним из самых значительных текстов в каноне современной континентальной философии. Она вознесла Хайдеггера на вершину международной интеллектуальной славы и послужила философским импульсом для ряда последующих программ и идей в современной европейской традиции, включая экзистенциализм Сартра, философскую герменевтику Гадамера и понятие «деконструкции» Деррида.
В 1928 году возвращается во Фрайбург и занимает кафедру ушедшего в отставку Гуссерля. В марте 1929 года участвовал в дебатах с Эрнстом Кассирером в Давосе. К этому периоду относятся также такие труды, как «Кант и проблема метафизики» (1929), «О сущности основания» (1929), «Что такое метафизика» (1930).

### «Нацистский» период
21 апреля 1933 года, после прихода нацистов к власти, Хайдеггер на год становится ректором Фрайбургского университета, а 1 мая того же года вступает в НСДАП, принимает участие в политической деятельности. Он произносит речи, направленные на интеграцию университета в нацистское государство, и активно пользуется нацистской риторикой. Хайдеггер оставался членом НСДАП до самого окончания Второй мировой войны.
Во время своего ректорства Хайдеггер участвовал в нацистской пропаганде и политике «движения», направленной на приведение этой линии, и произнёс речь о сожжении книг, которое, по его словам, он запретил проводить во Фрайбурге. Во время ректорства Хайдеггера из Фрайбургского университета были уволены учёные евреи — химик Дьёрдь де Хевеши, классический филолог Эдуард Френкель, Йонас Кон, Вольфганг Михаэль и даже помощник Хайдеггера Вернер Готфрид Брок. Особо отмечается, что в 1938 году Хайдеггер не пришёл на похороны своего учителя-еврея Гуссерля.
С 1936 по 1940 года Хайдеггер прочитал серию лекций о Ницше во Фрайбурге, представивших большую часть исходного материала, включённого в его более устоявшиеся работы и мнения того времени. Об этой серии Хайдеггер сказал в своём интервью Der Spiegel в 1966 году: «Каждый, кто имел уши, чтобы услышать, мог услышать в этих лекциях… противостояние с национал-социализмом».
С 1935 по 1942 годы Хайдеггер был членом Научного комитета архива Ницше. Однако в 1942 году он подал в отставку без объяснения причины. Свою критику историко-критического издания, которым он должен был там руководить, он чётко изложил позже в своём двухтомнике о Ницше. В ноябре 1944 года он был призван в окопы в составе фольксштурма, но был уволен в декабре благодаря вмешательству университета.

### После Второй Мировой
В конце 1946 года, когда Франция принимала участие в épuration légale в своей оккупационной зоне, французские военные власти решили запретить Хайдеггеру преподавать или участвовать в любой деятельности университета из-за его связи с нацистской партией.
В 1947 году публикуется «Письмо о гуманизме», в котором Хайдеггер чётко определяет отличия своего учения от экзистенциализма и новоевропейского гуманизма. Работы послевоенного периода вошли в сборники «Лесные тропы» (1950), «Доклады и статьи» (1954), «Тождество и различие» (1957), «На пути к языку» (1959) и другие. Выходят курсы лекций «Что такое мышление?» (1954), двухтомник «Ницше» (1961) и многие другие труды.
К преподаванию во Фрайбургском университете Хайдеггеру позволили вернуться в зимнем семестре 1950—1951 годов. Ему был присвоен почётный статус, а затем он регулярно преподавал с 1951 по 1958 год и по приглашению до 1967 года.
Кроме философских текстов Хайдеггер писал стихи. 81 том собрания сочинений философа содержит его поэзию. Корпус стихов Хайдеггера насчитывает около 500 стихотворений.
Хайдеггер умер 26 мая 1976 года и был похоронен на кладбище Мескирха, в родном городе. На его похоронах его сын Герман Хайдеггер читал стихи Гёльдерлина, которые избрал его отец. Библиотека и архив трудов Хайдеггера находится в Фонде «Остров Хомбройх».

## Семья и отношения
В 1917 году Хайдеггер женился на прусской лютеранке Эльфриде Петри (1893—1992), своей первой студентке 1915/1916 года обучения. 21 марта 1917 года Энгельберт Кребс обвенчал пару в университетской часовне Фрайбургского собора по католическому обряду, а четыре дня спустя они сочетались браком в Висбадене по протестантскому обряду.
В январе 1919 г. родился первый сын Йорг († 2019 г.), в августе 1920 г. родился Герман († 2020 г.). Его биологическим отцом был семейный врач Фридрих Цезарь, друг детства Эльфриды, о чём был проинформирован Мартин Хайдеггер, но о чём стало известно только в 2005 году, когда были опубликованы письма Мартина Хайдеггера к его жене. Мартин и Эльфрида, по-видимому, жили в так называемом открытом браке.
У Хайдеггера был роман с педагогом Элизабет Блохманн (1892—1972), с которой он обменивался письмами с 1918 года. Её лишили работы из-за еврейского происхождения после того, как национал-социалисты пришли к власти в 1933 году. Она была подругой и бывшей одноклассницей Эльфриды Хайдеггер.
С февраля 1925 года у Хайдеггера был тайный роман со своей восемнадцатилетней студенткой Ханной Арендт, будущим философом, основоположницей теории тоталитаризма, которая также была еврейкой. Письма от него к ней и её записи об этих отношениях были найдены в её архиве, а письма от неё к нему не сохранились. Только после смерти обоих стало известно о их любовных отношениях. В зимний семестр 1925/26 года Арендт по совету Хайдеггера поехала в Гейдельберг учиться у Карла Ясперса. Свидания продолжались до тех пор, пока Хайдеггер не разорвал отношения в 1928 году.

## Философия

### Бытие,времяиDasein
Философия Хайдеггера основана на соединении двух фундаментальных наблюдений мыслителя.
Во-первых, по его мнению, философия на протяжении более чем 2000-летней истории уделяла внимание всему, что имеет характеристику «быть» в этом мире, включая и сам мир, но забыла о том, что это значит. В этом заключается хайдеггеровский «бытийный вопрос», который красной нитью проходит через все его работы. Одним из источников, который повлиял на его трактовку этого вопроса, были труды Франца Брентано об использовании Аристотелем различных по смыслу понятий бытия. Свой главный труд, «Бытие и время», Хайдеггер предваряет диалогом из «Софиста» Платона, показывая, что западная философия игнорировала понятие бытия, потому что считала его смысл самоочевидным. Хайдеггер же требует от всей западной философии проследить все этапы становления этого понятия с самого начала, называя процесс «деструкцией» (Destruktion) истории философии.
Во-вторых, на философию оказало сильное влияние изучение Хайдеггером философских трудов Э. Гуссерля, который не прослеживал вопросы истории философии. Например, Гуссерль считал, что философия должна подразумевать описание опыта (отсюда и известный лозунг — «назад к самим вещам»). Хайдеггер же предлагал понять, что опыт всегда «уже» имеет место в мире и бытии. Гуссерль трактовал сознание интенциально (в смысле того, что оно всегда направлено на что-то, всегда о чём-то). Для Хайдеггера феноменологический анализ начинается не с гуссерлевской интенциональности, а с интерпретации предтеоретических условий существования такой интенциональности. Интенциональность сознания трансформировалась в системе Хайдеггера в понятие «заботы». Структуру человеческого бытия в его целостности Хайдеггер обозначает как «заботу», представляющую собой единство трёх моментов: «бытия-в-мире», «забегания вперёд» и «бытия-при-внутримировом-сущем». «Забота» является базисом хайдеггеровской «экзистенциальной аналитики», как он обозначил её в «Бытии и времени». Хайдеггер считал, что для описания опыта нужно сначала найти то, для чего подобное описание будет иметь смысл. Таким образом Хайдеггер выводит своё описание опыта через Dasein, для которого бытие становится вопросом. В «Бытии и времени» Хайдеггер критиковал абстрактный метафизический характер традиционных путей описания человеческой экзистенции, таких как «рациональное животное», личность, человек, душа, дух или субъект. Dasein не становится основанием для новой «философской антропологии», но понимается Хайдеггером как условие возможности чего-либо похожего на «философскую антропологию». Dasein по Хайдеггеру — это «забота». В отделе экзистенциальной аналитики Хайдеггер пишет, что Dasein, которое находит себя заброшенным в мир среди вещей и Других, находит в себе возможность и неотвратимость собственной смерти. Необходимостью для Dasein является принять эту возможность, ответственность за собственную экзистенцию, что является фундаментом для достижения аутентичности и специфической возможностью для избегания «вульгарной» жестокой временности и публичной жизни.
Единство этих двух мыслей в том, что обе они непосредственно связаны со временем. Dasein заброшено в уже существующий мир, что означает не только временной характер бытия, но и влечёт за собой возможность использования уже устоявшейся терминологии западной философии. Для Хайдеггера, в отличие от Гуссерля, философская терминология не может быть оторвана от истории использования этой терминологии, поэтому истинная философия не должна избегать конфронтации вопросов языка и значения. Экзистенциальная аналитика «Бытия и времени», таким образом, явилась только первым шагом в хайдеггеровской «деструкции» (Destruktion) истории философии, то есть в трансформации её языка и значения, что делает экзистенциальную аналитику всего лишь своего рода частным случаем.

### «Бытие и время»

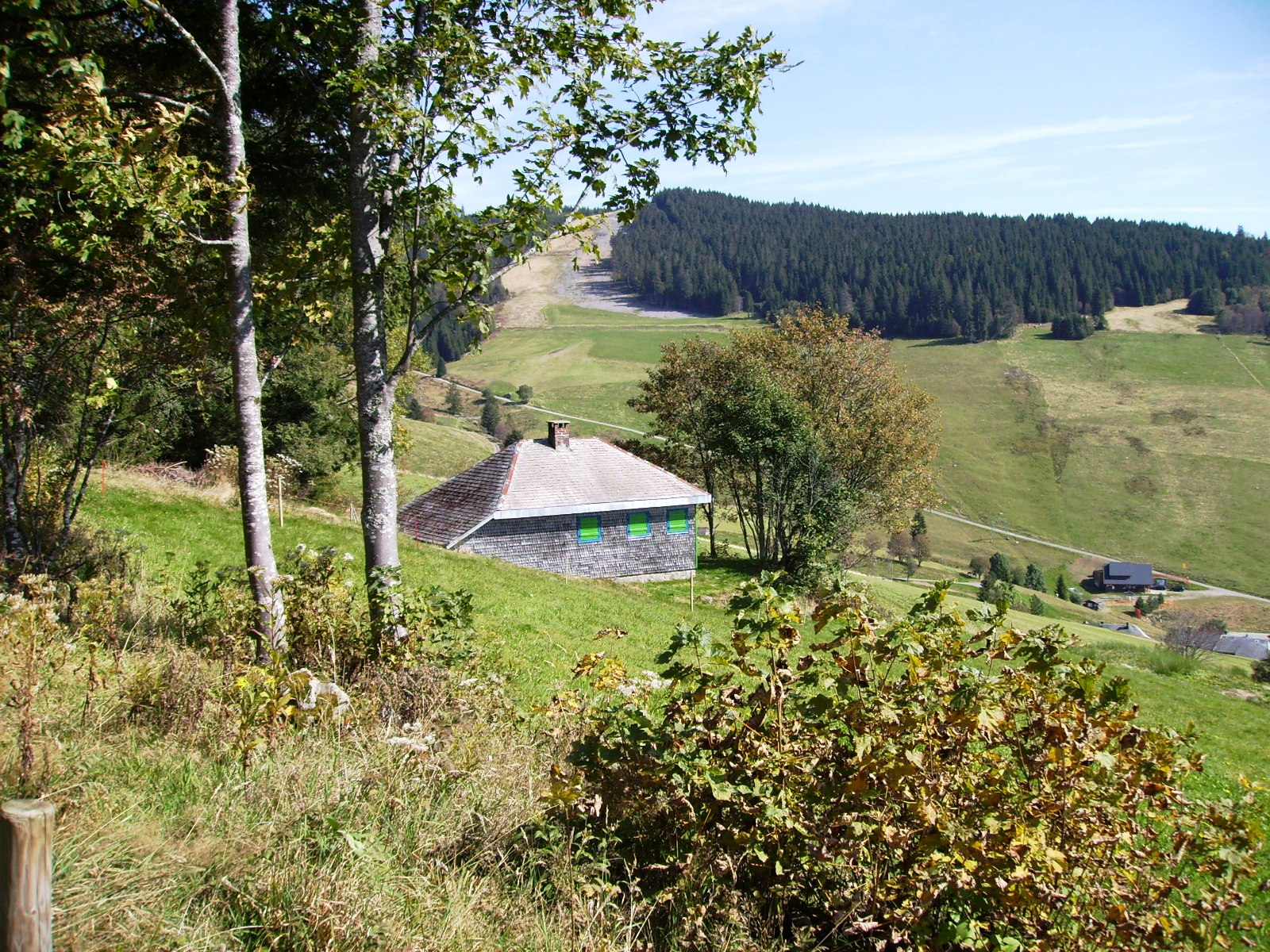
Вид на хижину Хайдеггера, Тодтнауберг. Именно здесь он написал большую часть «Бытия и времени»

Трактат «Бытие и время» (нем. Sein und Zeit) был опубликован в 1927 году и стал первой академической книгой Хайдеггера. Публикация давала возможность получить право на кресло Э. Гуссерля во Фрайбургском университете, и успех работы гарантировал ему назначение на этот пост.
Исследование бытия ведётся Хайдеггером через интерпретацию особого вида бытия, человеческого бытия (Dasein, «тут-бытия», «бытия-сознания»), которое есть по-новому понятая трансцендентальная субъективность Гуссерля. Предметом исследования является «смысл бытия вообще». В начале «Бытия и времени» Хайдеггер ставит вопрос: «По какому сущему должен быть прочитан смысл бытия, какое сущее должно быть отправным пунктом для открывания бытия?» Согласно Хайдеггеру, это сущее — человек, поскольку именно этому сущему «свойственно то, что вместе с его бытием и через его бытие последнее ему самому открыто. Понимание бытия само есть бытийная определённость тут-бытия.» Понимание у Хайдеггера означает открытость тут-бытия, вследствие которой для Dasein не просто существует мир, но оно само есть бытие-в-мире. Мир, по Хайдеггеру, не есть нечто внешнее тут-бытию. В этом отношении Хайдеггер отчасти следует за Гуссерлем, в феноменологии которого «мир» предстаёт как горизонт трансцендентальной субъективности.
Изначальная открытость тут-бытия характеризуется как настроенность, расположенность (Gestimmtheit, Befindlichkeit). «To, что мы онтологически называем расположенностью, онтически есть самое обычное и известное: настроение, настроенность». Настроенность, по Хайдеггеру — основной экзистенциал, или бытийная характеристика тут-бытия. Она имеет экзистенциальную структуру проекта, который есть выражение той специфической черты тут-бытия, что оно есть своя собственная возможность. Истолковывая экзистенциальную структуру тут-бытия как проект, Хайдеггер исходит из первичности эмоционально-практического отношения человека к миру. По Хайдеггеру, бытие сущего непосредственно открыто человеку в отнесённости к его намерениям (возможностям), а не в чистом незаинтересованном созерцании. Теоретическая установка производна от понимания как изначальной открытости тут-бытия. В частности, по Хайдеггеру, экзистенциальное понимание является истоком гуссерлева «созерцания феноменов».
Экзистенциальное, первичное понимание дорефлексивно. Хайдеггер называет его предпониманием (Vorverstandnis). Наиболее непосредственно и адекватно пред-понимание выражается, как считает Хайдеггер, в стихии языка. Поэтому именно к языку следует обратиться онтологии для исследования вопроса о смысле бытия. Впрочем, в период «Бытия и времени» работа с языком остаётся у Хайдеггера лишь вспомогательным средством при описании структуры тут-бытия. «Вопрошанием языка» Хайдеггер будет заниматься во второй период своего творчества.
В книге исследование ведётся через освещение таких тем, как смертность, тревога (не в обычном, а в экзистенциальном смысле), временность и историчность. Хайдеггером намечалась вторая часть книги, смысл которой состоял в «деструкции» (Destruktion) истории философии, но он не претворил в жизнь свои намерения.
«Бытие и время» повлияло на многих мыслителей, включая таких известных экзистенциалистов, как Жан-Поль Сартр (но сам Хайдеггер дистанцировался от ярлыка экзистенциалиста, для этого он даже специально написал т. н. «Письмо о гуманизме»).

### «Письмо о гуманизме»
Письмо «О гуманизме» (Über den Humanismus) написано Мартином Хайдеггером в декабре 1946 года в ответ на серию вопросов Жана Бофре (10 ноября 1946 года). Бофре спрашивал о перспективах обновления понятия гуманизм, в связи с выходом с эссе Ж.-П.Сартра «Экзистенциализм есть гуманизм» (1946). Хайдеггер переработал письмо для публикации в 1947 г. и отредактировал в 1975 году. В этом письме он дистанцировался от позиции Сартра и экзистенциализма в целом.
В. В. Бибихин, переводчик и исследователь творчества Хайдеггера, пишет о содержании письма следующим образом: 
«Хайдеггер писал о том, что нет надобности возрождать стёршийся „изм“. Античный, ренессансный, постхристианский этический гуманизм замыкает человека в рамках выстроенной им системы. Они упускают, что человек — не сумма животного и разумного начал и не метафизический конструкт, именуемый личностью (индивидом). Он впервые осуществляется в экзистенции, выступании в истину бытия, которая требует от человека, чтобы он хранил её, чтобы в её свете сущее явилось как оно есть. Бытие расположено к человеку, вызывает его своей открытостью и так или иначе получает ответ. В нём поэтому начало речи. Язык — дом бытия и жилище человека. Человечность коренится не в нашем телесно-душевном устройстве, а в принятии нами дара бытия. Его событие — начало истории. Близость бытия приоткрывается как та родина, на чьём просторе присутствует или отказывает в своём присутствии Бог».

### Философия техники Хайдеггера
В работе «Вопрос о технике» Хайдеггер с целью найти «свободное отношение к технике» подходит к вопросу о сущности техники с той же стороны, что и к вопросу о сущности бытия — со стороны человеческого присутствия (Dasein). Его основополагающая задача — открыть Dasein для сущности техники.
Инструментальность — одна из основных черт техники, ведь мы с полным правом называем обычно технику средством для достижения целей, то есть видим в ней инструмент. Однако, нам необходимо избавиться от представления, будто бы техника — это простое орудие. Если мы хотим добраться до сущности дела, мы должны задаться вопросом, что такое инструментальность. И как только мы сделаем это, мы увидим, что инструментальность является видом каузальности (причинности), ибо цель — объединяющее понятие для четырёх видов причин, известных со времён Аристотеля.

Взаимосвязь четырёх видов причин заключается в том, что они являются поводами чему-то ещё не явленному прийти к присутствию. Причины — это виновники наличия и готовности того или иного предмета, его присутствия. Процесс, в котором осуществляется приведение неявленного к его присутствию и явленности — это произведение. Произведение собирает четыре вида повода — всю причинность, и правит ими.
«По-вод ведёт к присутствию того, что обнаруживается в событии про-из-ведения. Произведение выводит из потаённости в открытость. Событие произведения происходит лишь постольку, поскольку потаённое переходит в непотаенное. Этот переход коренится и набирает размах в том, что мы называем открытостью потаённого.»
Техника не простое средство. Техника — область выведения из потаённости, осуществления истины.
Приводя этимологию слова, Хайдеггер замечает, что в античности технэ, помимо мастерства в той или иной области, всегда также шло рука об руку со словом эпистемэ, означающим знание в самом широком смысле. Уже Аристотель в «Этике» так проводит между ними различие: «технэ — вид истинствования, алетейя, она раскрывает то, что не само себя производит, ещё не существует в наличии, а потому может выйти и выглядеть и так и иначе.»
Нет никакого противоречия в том, чтобы и современную технику считать событием истины в той же мере, что и работу греческого мастера, который даёт сбыться своему произведению. Разница в том, что выведение из потаённости, которым захвачена современная техника, носит характер предоставления в смысле добывающего производства, а не поэзисом. Современная техника — поставляющее раскрытие. Это поставляющее раскрытие всего может осуществляться только в той мере, в какой человек со своей стороны заранее сам уже вовлечён в извлечение природных энергий.
Постав (Gestell) — это:
- тот захватывающий вызов, который сосредоточивает человека на поставлении всего, что выходит из потаённости;
- способ раскрытия потаённости, который правит существом техники, сам ей не принадлежа;
- безличный познавательный каркас, ориентирующий человека на то, чтобы самому бросать вызов миру;
- существо техники.

Захваченный поставляющим производством, человек стоит внутри сущностной сферы постава. Ничего изменить в своей принадлежности к технической эпохе человек не может. В этом понимании и достигается основная задача «Вопроса о технике», так как в понимании, что наше действие и наше бездействие во всём то явно, то скрыто втянуто в по-став, и заключается единственно свободное отношение к технике.

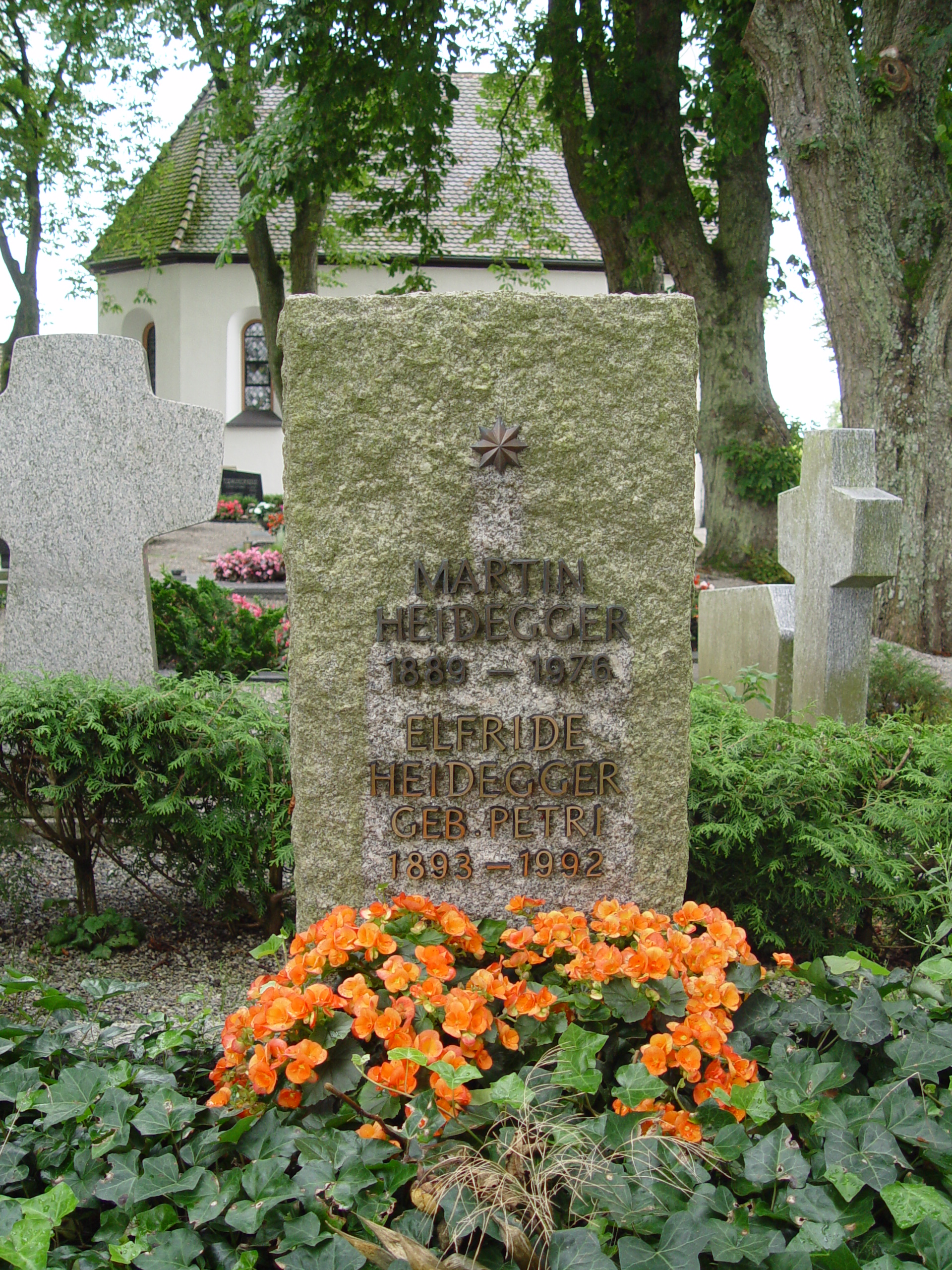
Могила Мартина Хайдеггера и его жены Эльфриды в Месскирхе

### Оказавшие влияние
Традиционно философию Хайдеггера возводят к феноменологии Гуссерля и ставят вопрос об отношении герменевтики и феноменологии у Хайдеггера. Этот вопрос неоднозначен. Ответ на него зависит от того, насколько мы готовы расширить или, наоборот, сузить понятие «феноменология». По этому вопросу высказывались и сам философ, и некоторые исследователи его творчества.
Сам Хайдеггер крайне редко ссылается на источники, оказавшие влияние на его философию. Теодор Кизиль приводит свидетельство теолога Рудольфа Бультмана, который состоял в переписке с Хайдеггером. Бультман готовил статью для энциклопедии о Хайдеггере. В своём письме от 29 декабря 1927 года он просит Хайдеггера о помощи, просит не просто привести даты его биографии, но охарактеризовать «ваше отношение к Гуссерлю и мотивы вашей философии, которые исходят от Лютера, Кьеркегора, и Дильтея, а также от Аристотеля, Августина и схоластики. Что же касается отношения к богословию, то, может быть, вы захотите сказать чуть более того, скажем, что мотивы богословской традиции восприняты вами из вашего отношения к средневековой философии». Хайдеггер, в письме от 31 декабря 1927 г., отвечая на письмо Бультмана, пишет:
Моя работа направлена на радикализацию античной онтологии и в то же время на всеохватное структурирование этой онтологии в отношении к региону истории. Фундамент для этой проблематики разрабатывается, отправляясь от “субъекта”, понятого должным образом как человеческое Dasein, так что в радикализации этого подхода можно видеть осуществление подлинных мотивов немецкого идеализма. Августин, Лютер, Кьеркегор философски существенны для культивирования более радикального понимания Dasein, Дильтей – для радикального истолкования “исторического мира”, Аристотель и схоластика – для строгой формулировки определённых онтологических проблем. Всё это в некой методологии руководствуется идеей научной философии, как она была обоснована Гуссерлем, не без влияния логических исследований и философии науки Риккерта и Ласка. Моя работа не претендует на разработку какого бы то ни было мировоззрения или теологии, но она вполне может содержать подходы и интенции в направлении онтологического обоснования христианской теологии как науки. Этого должно быть достаточно, чтобы получить представление о том, к чему я стремлюсь.
Судя по его текстам, мышление Хайдеггера на раннем этапе находилось под сильным влиянием Аристотеля. Также существенное влияние на формирование его философии оказали теология католической церкви, средневековая философия и Франц Брентано.
Этические, логические и метафизические работы Аристотеля оказали огромное влияние на формировавшиеся взгляды Хайдеггера в период 1920-х. При чтении классических трактатов Аристотеля Хайдеггер яростно оспаривал традиционный латинский перевод и схоластическую интерпретацию его взглядов. Особенно важной была его собственная интерпретация «Никомаховой этики» Аристотеля и некоторых трудов по метафизике. Эта радикальная интерпретация греческого автора впоследствии оказала влияние на важнейшее произведение Хайдеггера — «Бытие и время».
Важнейшие мысли о бытии высказал ещё Парменид. Хайдеггер намерен был определить заново важнейшие вопросы онтологии, касающиеся бытия, которые, как он считал, были недооценены и забыты метафизической традицией начиная с Платона. В попытках придать свежее толкование вопросам бытия Хайдеггер уделил огромное количество времени изучению мысли древнегреческих авторов доплатоновского периода: Парменида, Гераклита и Анаксимандра, а также трагедии Софокла.
Гленн Мост даже называет Мартина Хайдеггера ссылающимся в своих трудах на древних греков, возможно, наиболее, чем любой другой крупный философ со времён Ницше.

#### Дильтей
На становление Хайдеггеровской герменевтической интерпретации феноменологии оказало влияние чтение работ Вильгельма Дильтея. Сам метод герменевтики, некоторые основные проблемы и интенции в их решении явно имеют у Хайдеггера очень много общего с дильтеевской постановкой вопроса.
И. Михайлов пишет о влиянии Дильтея на Хайдеггера следующим образом: «Ещё в хайдеггеровских лекциях зимнего семестра 1919/20 гг. влияние Дильтея ощущается не менее сильно, чем гуссерлевское: в наибольшей степени это относится к проблематике „герменевтики фактичности“ человеческого существования (Dasein, SuZ, Р. 72). Исследователи считают возможным говорить даже о „периоде философии жизни“ в развитии Хайдеггера 1919—1923 годов, полагая, что если бы он был вынужден написать книгу именно в то время, то она, наиболее вероятно, была бы озаглавлена „Жизнь и время“, а не „Бытие и время“».
В конце 1923 года Хайдеггер получает переписку Дильтея с графом Йорком фон Вартенбургом. Она стала важной для Хайдеггера; хотя подтвердила существовавшую у Хайдеггера интерпретацию философии Дильтея. «Неожиданным было для меня, — пишет Хайдеггер, — превосходство графа Йорка во всех принципиальных философских вопросах; его инстинкт опережал на полвека своё время. Направление, в котором он побуждает идти Дильтея, есть то самое, которое я разработал в моем курсе лекций о Дильтее, отметив там же, что Дильтей на этом пути не достиг цели. Тем не менее Йорку не хватает понятийных возможностей и путей их разработки. Выражения типа „философствование есть историческое мышление“ по своему характеру больше инстинктивны и требуют должной проницательности, но как раз здесь и начинаются настоящие проблемы. (…) Из переписки я взял центральный вопрос „историчности“ и пытаюсь сделать его понятным в ходе предметного обсуждения».

#### Эдмунд Гуссерль
На данный момент не существует единства во взглядах как относительно того влияния, которое оказал Эдмунд Гуссерль на философское развитие Хайдеггера, так и о том, насколько его философия имеет феноменологические корни. Насколько сильно было влияние феноменологии на сущностные моменты системы Хайдеггера, также как и наиболее существенные вехи в дискуссии двух философов — вопрос неоднозначный.
О их взаимоотношениях известный философ Ганс-Георг Гадамер писал: «На вопрос о том, чем являлась феноменология в период после Первой мировой войны, Эдмунд Гуссерль дал исчерпывающий ответ: „Феноменология — это я и Хайдеггер“». Тем не менее Гадамер отмечал, что в отношениях между Гуссерлем и Хайдеггером было достаточно разногласий и что «быстрый подъём Хайдеггера в философском плане, то влияние, которое он имел, его сложный характер должны были заставить Гуссерля подозревать в нём натуру в духе ярчайшей личности Макс Шелера».
Роберт Достал описывал влияние Гуссерля на Хайдеггера таким образом: «Хайдеггер, который предполагал, что может разорвать отношения с Гуссерлем, основывал свою герменевтику на той трактовке времени, которая не только имеет множество схожих черт с интерпретацией времени Гуссерлем, но и была достигнута благодаря аналогичному феноменологическому методу, использовавшемся Гуссерлем…Разница между Гуссерлем и Хайдеггером значительна, но мы не сможем понять, насколько феноменология Гуссерля определила взгляды Хайдеггера, так же как и не сможем оценить тот проект, который разрабатывался Хайдеггером в „Бытии и Времени“ и почему он оставил его незавершённым».
Даниель Дальстром оценивал работы Хайдеггера как «отклонение от Гуссерля в результате неправильного понимания его работ». Дальстром пишет об отношениях между двумя философами: «То молчание Хайдеггера, которого он придерживался относительно сильнейшего сходства его интерпретации времени и исследований внутренней темпоральности сознания Гуссерля, способствует неправильному пониманию гуссерлевского понятия интенциальности. Несмотря на критику, которую Хайдеггер вносил в свои лекции, интенциональность (что, косвенно, означает „быть“) не была истолкована Гуссерлем как „абсолютное наличие“. Таким образом, относительно всех этих „опасных сближений“ можно всё же сказать, что хайдеггеровская трактовка временности имеет несколько фундаментальных отличий от идеи темпорального сознания Гуссерля».

#### Сёрен Кьеркегор
Сёрен Кьеркегор оказал значительное влияние на экзистенциальную концепцию Хайдеггера. Концепция «тревоги» (в экзистенциальном смысле), осознания смертности (бытия-к-смерти) Хайдеггера во многом основывались на размышлениях Кьеркегора. Также он повлиял на понимание нашего субъективного отношения к правде, нашей экзистенции перед лицом смерти, временности экзистенции и важности утверждения нашего всегда глубоко индивидуального бытия-в-мире. Переводчик Кьеркегора на русский язык Наталья Исаева, в частности, в предисловии к фундаментальному труду Сёрена Кьеркегора «Или-или» («Enten-eller») пишет: 
у Хайдеггера в «Бытии времени» мы находим всего лишь три примечания, где он прямо отсылает читателя к Кьеркегору (Heidegger M. Sein und Zeit, 1927), однако на деле долг тут неоплатно высок, и большую часть основополагающих понятий экзистенциализма можно с лёгкостью найти у датского философа. И «Dasein» как «наличное бытие», и «заброшенность-в-мир», и маркирующая роль «страха», «тревоги» («Angst»), и ощущение человеком своей смертности, вносящее глубинные деформации в рефлексирующее сознание, — введением всей этой проблематики Хайдеггер, безусловно, обязан Кьеркегору

#### Фридрих Гёльдерлин и Фридрих Ницше
Гёльдерлин и Ницше были предметами пристального внимания Хайдеггера как философа. Несколько его лекционных курсов были посвящены им, особенно в 1930-х и 1940-х. Лекции о Ницше были основаны в основном на тех посмертно изданных материалах, которые должны были составить его труд «Воля к власти». Опубликованным же при жизни работам Ницше Хайдеггер уделял куда меньше внимания. Хайдеггер считал «Волю к власти» Ницше кульминацией западной метафизики, и его лекции были построены в духе диалога двух мыслителей.

#### Гераклит
Хайдеггер прочитал два курса лекций по философии Гераклита в 1943—1944 гг. Его прочтение Гераклита столь же смело, сколь и противоречиво, а его интерпретация логоса как «того, что собирает сущее в присутствие и позволяет ему лежать перед нами в нём», остаётся весьма тенденциозной.

## Хайдеггер и нацизм
Одним из спорных вопросов, связанных с личностью Мартина Хайдеггера, до сих пор является вопрос о тесных отношениях немецкого философа с нацизмом. Как утверждал в своих мемуарах друг философа, Карл Ясперс, Хайдеггер вдохновился идеями нацистов после их утверждения у власти. Ясперс писал: «Я не узнавал своего друга и больше не доверял ему. Теперь, когда Хайдеггер стал участником насилия, я чувствовал в нём даже угрозу себе».
После прихода нацистов к власти в Германии в 1933 году Хайдеггер сразу присоединился к ним и состоял в НСДАП (нацистской партии) вплоть до 1945 года. Всего через несколько месяцев после назначения Гитлера канцлером Германии Мартин Хайдеггер был назначен ректором Фрайбургского университета, где ранее преподавал и учился. Его инаугурационное обращение при вступлении на пост ректора, опубликованное 27 мая 1933 года, содержит призывы к тому, чтобы студенты и преподаватели были верными недавно установившемуся режиму. В других своих обращениях к студентам Хайдеггер неоднократно говорил о великом новом начале (der neue Anfang), о необходимости подчиняться фюреру, о справедливости антисемитских идей расы и крови и о «внутренней правде этого великого движения». В том же 1933 году Хайдеггер ввёл во Фрайбургском университете «фюрер-принцип», который упразднял право сотрудников на выбор ректора и передал его государству, тем самым упразднив автономии университета. «Университет мёртв, да здравствует будущая высшая школа воспитания немцев к знанию» — писал Хайдеггер. Однако вскоре Хайдеггер неожиданно покидает свой пост (4 сентября 1933 г.), заявляя, что после ухода сможет «лучше служить делу Адольфа Гитлера».
На основании анализа переписки и записей в «Чёрных тетрадях», исследователи творчества М. Хайдеггера пишут о том, что М. Хайдеггер был антисемитом. На протяжении долгого периода времени Хайдеггер неоднократно проявлял своё недоброжелательное отношение к евреям. Так, будучи ректором, он отказал студентам-евреям в финансовой помощи, а также не пришёл на похороны к своему наставнику Гуссерлю — еврею по национальности. «Чёрные тетради» Хайдеггера, которые он вёл с 1931 года, содержат несколько антисемитских высказываний, первые из которых появляются в записях за 1938—1939 годы. Первая публикация «Чёрных тетрадей» в 2014 году привела к возобновлению дискуссии об отношении Хайдеггера к нацизму.
Тем не менее после 1945 года Хайдеггер перестаёт вести активную политическую деятельность. В 1946 году, во время проводившейся французскими властями денацификации, Хайдеггера лишили права преподавать и статуса «почётного преподавателя». Право на преподавание Хайдеггеру было восстановлено в 1951 году. Сам Хайдеггер впоследствии утверждал, что окончательно порвал с нацизмом после своей отставки с поста ректора, однако свой партийный билет обновлял ежегодно. Это позволяет говорить о старательном сокрытии фактов с целью очищения имени Хайдеггера и его философских идей от подозрений в симпатиях нацистам. Философ Ханна Арендт, бывшая студентка и возлюбленная Хайдеггера (в 1924 году), внесла свой вклад в оправдание деятельности Хайдеггера во время нацистского режима, утверждая, что «он был слишком молод, чтобы извлечь уроки из шокирующего столкновения». В большинстве своём защитники Хайдеггера (Франсуа Федье) считают, что нацизм есть не что иное, как увлечение молодости, и что оно не имеет отношения к произведениям Хайдеггера-философа.